# Gottfried Heller

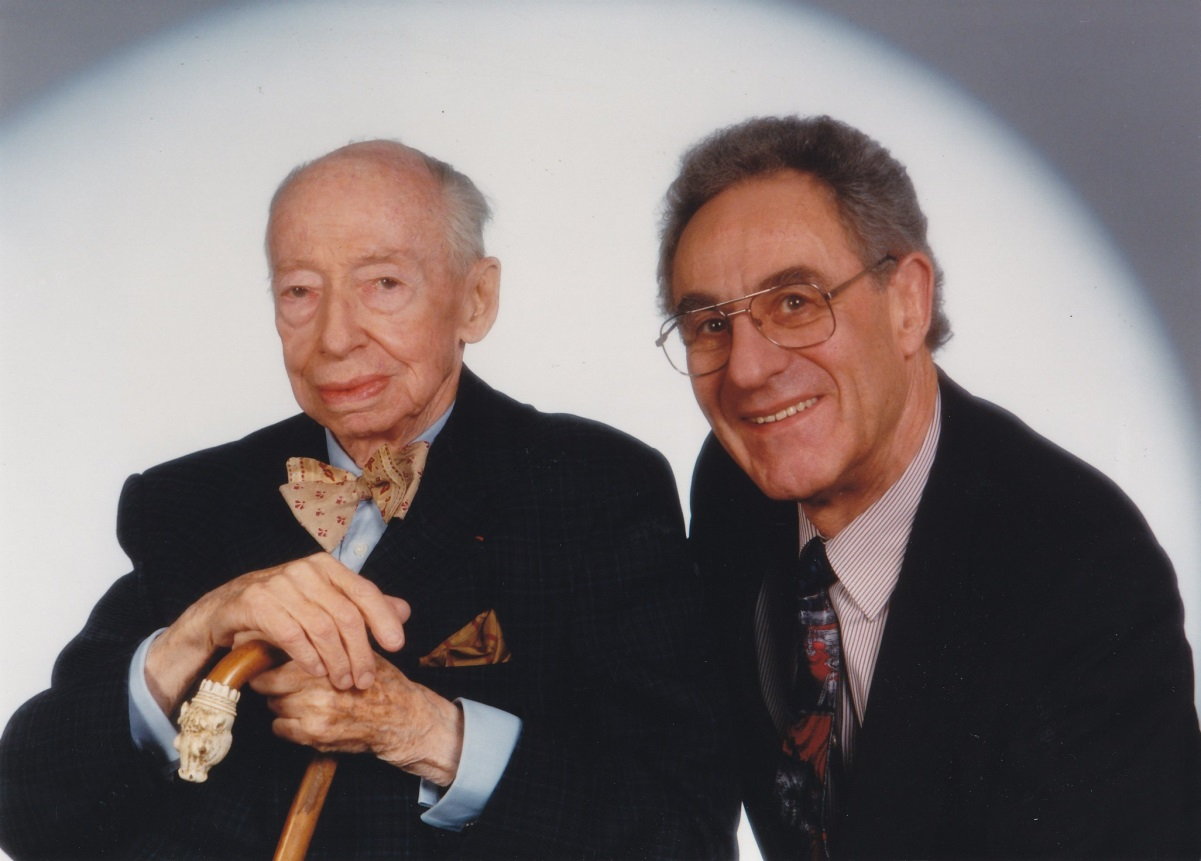
Gottfried Heller (rechts) mit André Kostolany (1997)

Gottfried Heller (* 4. Februar 1935 im heutigen Weissach im Tal, Baden-Württemberg) ist ein deutscher Fondsmanager, Vermögensverwalter, Autor und Kolumnist.

## Leben
Gottfried Heller wurde am 4. Februar 1935 im heutigen Weissach im Tal, Rems-Murr-Kreis in Baden-Württemberg, geboren. Nach einem Ingenieurstudium, das er 1959 mit dem  Diplom abschloss, war er als Unternehmensberater tätig. 1963 ging er in die USA. Dort bildete er sich an der Abenduniversität der New York University und an der New School for Social Research im Finanzwesen fort und war ab 1965 ebenfalls als Unternehmensberater tätig.
1971 gründete er in München zusammen mit André Kostolany die Fiduka-Depotverwaltung GmbH, kurz Fiduka. 1974 starteten Heller und Kostolany die bekannten „Kostolany Börsenseminare“, die auch zur Verbesserung der Aktienkultur in Deutschland beitragen sollten – ein Kernanliegen von Heller.
Heller hat sich 2008 aus der Unternehmensleitung der Fiduka verabschiedet, bleibt ihr aber als Seniorpartner und Gesellschafter verbunden. Ende 2016 betrug das von Fiduka verwaltete Vermögen (englisch assets under management) 600 Millionen Euro.
Daneben schreibt Heller regelmäßig Kolumnen für Die Welt und seit 1996 für Börse Online und hält als Referent Vorträge; durch Interviews und Börsenkommentare im Rundfunk und Fernsehen ist er weitbekannt. Heller, der als Prototyp eines Value Investors gilt, ist einer der besten Kenner der internationalen Finanzmärkte und wird auch teils als „Börsenlegende“ tituliert; in seinem Buch Die Wohlstandsrevolution hat er 1992 die langjährige rasante wirtschaftliche Aufwärtsentwicklung der Schwellenländer treffend vorausgesagt.
Heller ist verheiratet; seine Frau Margaret, eine gebürtige Britin, hat er in New York kennengelernt.
Das Finanzportal Boerse.de schreibt über ihn: „Nur wenige Börsianer dürften die deutschen Anleger mehr geprägt haben als André Kostolany und Gottfried Heller.“

## Werke
- Die Wohlstandsrevolution. Erfolgsstrategien für Unternehmer und Anleger. Econ-Verlag, Düsseldorf 1992, ISBN 978-3-430-14256-4 (2. Auflage 1994).
- Der einfache Weg zum Wohlstand. Mehr verdienen, weniger riskieren und besser schlafen. FinanzBuch Verlag, München 2012, ISBN 978-3-89879-842-6 (3. Auflage 2013, 4. Auflage 2014).
- zusammen mit Ulrich Horstmann, Luise Gräfin Schlippenbach, Stephan Werhahn, Martin Zeil, Günter Ederer, Gerald Mann, Roland Tichy: Ludwig Erhard jetzt: Wohlstand für alle Generationen. FinanzBuch Verlag, 2015, ISBN 978-3-86248-742-4.
- zusammen mit Ulrich Horstmann und Stephan Werhahn: SOS Europa. Wege aus der Krise – ein Kompass für Europa. FinanzBuch Verlag, 2016, ISBN 978-3-89879-984-3.
- Die Revolution der Geldanlage – Wie Sie mit einfachen Methoden erfolgreich investieren. FinanzBuch Verlag 2018, ISBN 978-3-9597207-8-6.

## Ehrungen
- 2008 – Goldenen Pyramide des „Elite Report“ für das Lebenswerk